# Oneida (Nova York)
Oneida és una població dels Estats Units a l'estat de Nova York. Segons el cens del 2000 tenia 10.987 habitants.

## Demografia
Segons el cens del 2000, Oneida tenia 10.987 habitants, 4.430 habitatges, i 2.724 famílies. La densitat de població era de 192,6 habitants per km².
Dels 4.430 habitatges en un 32,1% hi vivien nens de menys de 18 anys, en un 45,3% hi vivien parelles casades, en un 11,9% dones solteres, i en un 38,5% no eren unitats familiars. En el 32% dels habitatges hi vivien persones soles el 13,5% de les quals corresponia a persones de 65 anys o més que vivien soles. El nombre mitjà de persones vivint en cada habitatge era de 2,4 i el nombre mitjà de persones que vivien en cada família era de 3,03.
Per edats la població es repartia de la següent manera: un 25,1% tenia menys de 18 anys, un 7,9% entre 18 i 24, un 29,9% entre 25 i 44, un 22,1% de 45 a 60 i un 15% 65 anys o més.
L'edat mediana era de 37 anys. Per cada 100 dones de 18 o més anys hi havia 88,7 homes.
La renda mediana per habitatge era de 35.365 $ i la renda mediana per família de 45.242 $. Els homes tenien una renda mediana de 31.244 $ mentre que les dones 23.846 $. La renda per capita de la població era de 18.966 $. Entorn del 8,8% de les famílies i el 12,5% de la població estaven per davall del llindar de pobresa.

## Personatges il·lustres
- Cyrus Colton MacDuffee (1895-1961), matemàtic

## Poblacions més properes
El següent diagrama mostra les poblacions més properes.